# موکمول
شهر موکمول (به آلمانی: Möckmühl) در ایالت بادن-وورتمبرگ در کشور آلمان واقع شده‌است.